# Eltersdorf
Eltersdorf (im Dialekt auch „Elderschdorff“) ist eine Gemarkung und ein Statistischer Bezirk im Stadtteil Südost der kreisfreien Stadt Erlangen im bayerischen Regierungsbezirk Mittelfranken. Der Ort entstand spätestens im 10. Jahrhundert und wurde im Jahr 1021 erstmals urkundlich erwähnt. Bis zur Eingemeindung 1972 war Eltersdorf eine eigenständige Gemeinde. Die statistischen Bezirke 50 (Eltersdorf) und 51 (St. Egidien), die einen Großteil der Gemarkung Eltersdorf umfassen, haben heute etwa 3500 Einwohner.

## Geographie

### Geographische Lage und Verkehr

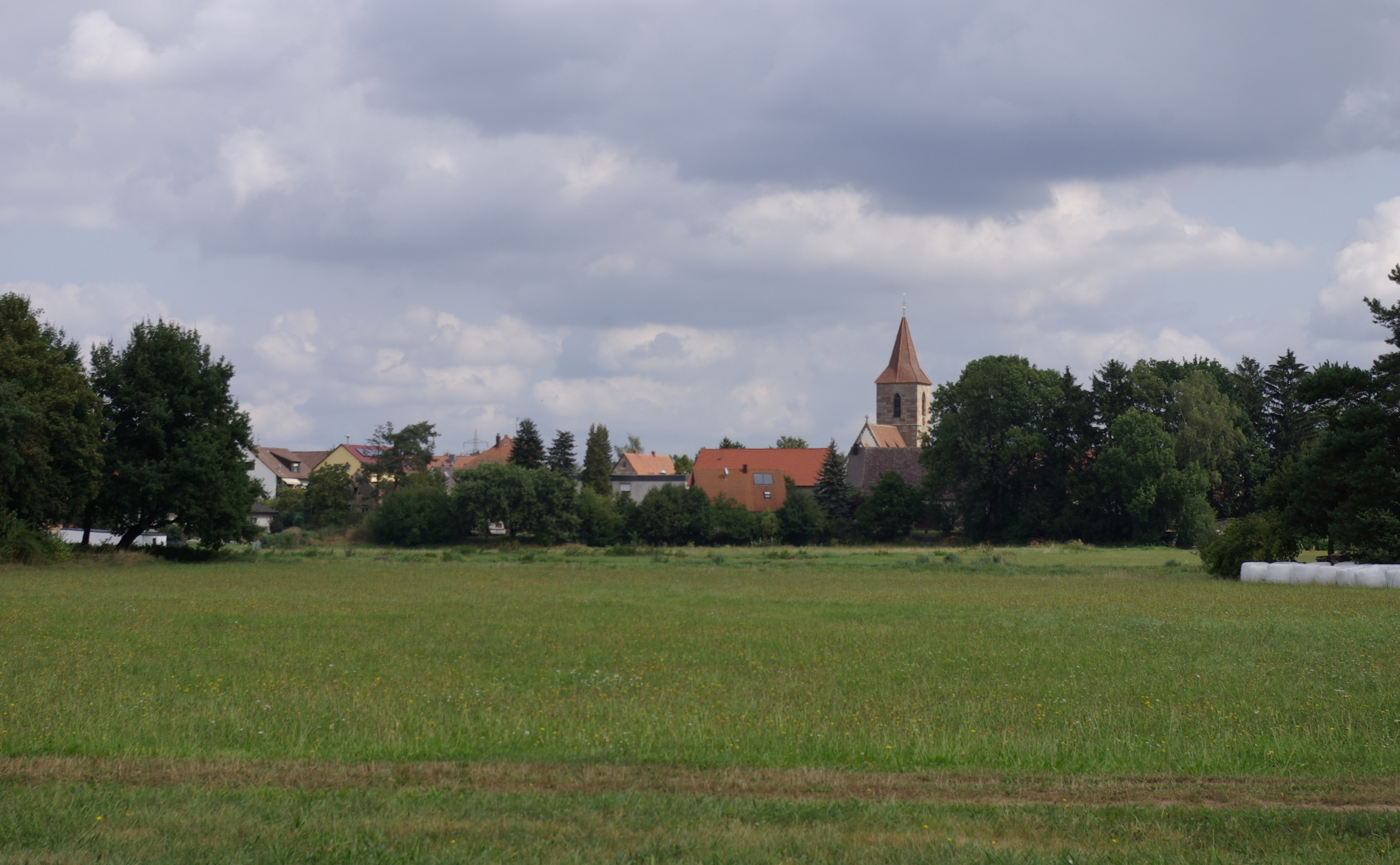
Blick vom Regnitztal auf den nördlichen Ortskern von Eltersdorf, 2009

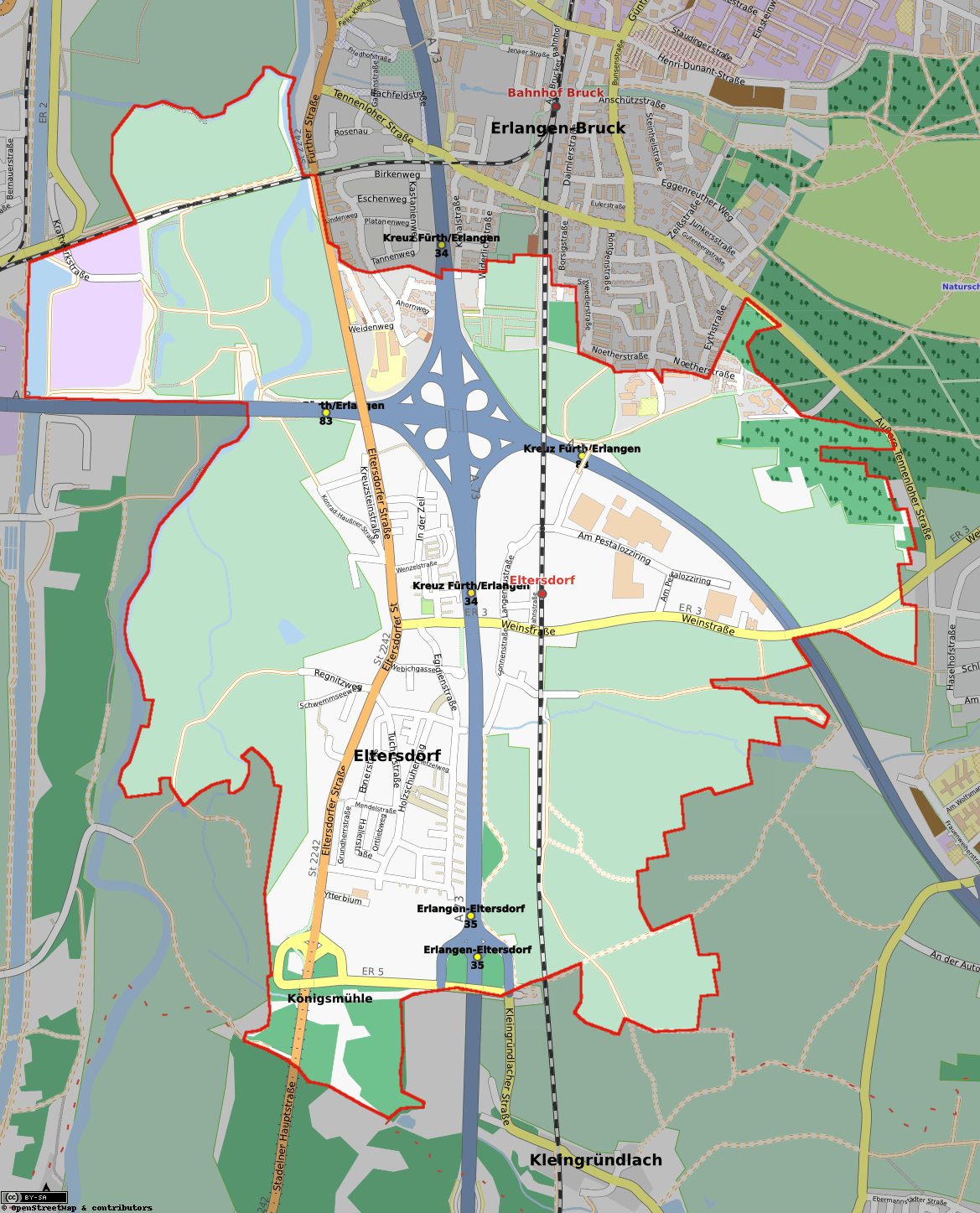
Die Gemarkung Eltersdorf in der 1990 festgelegten Grenze

Die Gemarkung Eltersdorf liegt etwa fünf Kilometer südlich der Erlanger Innenstadt am Autobahnkreuz Fürth/Erlangen (Bundesautobahn 3/Bundesautobahn 73) und an der Bahnstrecke Nürnberg–Bamberg. Im Norden grenzt Eltersdorf an die Erlanger Gemarkung Bruck, im Osten befindet sich Tennenlohe. Südöstlich von Eltersdorf erstreckt sich das Knoblauchsland und das Stadtgebiet Nürnbergs. Im Süden und Südwesten befinden sich die Fürther Stadtteile Mannhof und Vach. Im Westen wird Eltersdorf größtenteils durch die Regnitz begrenzt. Jenseits davon liegen die Erlanger Ortsteile Hüttendorf, Kriegenbrunn und Frauenaurach. 1990 wurde die Gemarkung im Nordwesten bis zum Main-Donau-Kanal und zur Mittleren Aurach ausgedehnt. Am Main-Donau-Kanal verfügt Eltersdorf mit dem Erlanger Hafen und der Lände Frauenaurach über zwei naheliegende trimodale Güterverkehrszentren. An der Lände Erlangen ist auch eine Anbindung zu der Personenschifffahrt möglich.
Die Statistischen Bezirke 50 (Eltersdorf) und 51 (St. Egidien) umfassen einen Großteil der Gemarkung Eltersdorf. Im Norden verlaufen die Bezirksgrenzen parallel zur Bundesautobahn 3. Dadurch werden einige nördlichen Gebiete Eltersdorfs Statistischen Bezirken zugeordnet, die bereits größtenteils im Nachbarort Bruck liegen.

### Gewässer

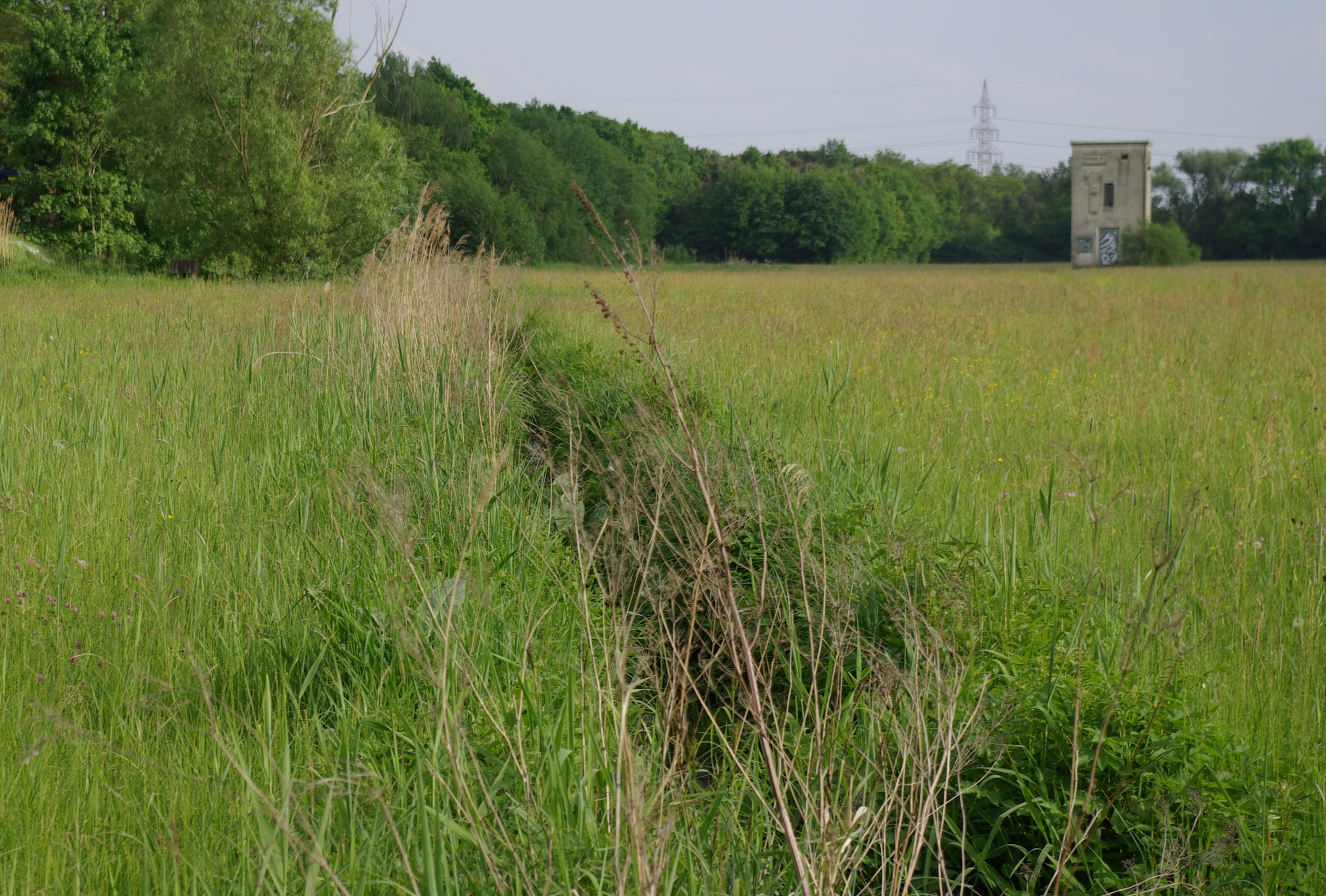
Der Langenaugraben, im Hintergrund Stählin-Biotop, 2010

Zwischen dem nördlichen Sebalder Reichswald und dem Regnitztal gelegen, wird Eltersdorf von drei in Ost-West-Richtung fließenden Bächen durchquert. Am nördlichen Rand befindet sich, heute größtenteils kanalisiert, der sogenannte Langenaugraben. Einst floss der im Tennenloher Forst entspringende Bach durch ein sumpfiges Gebiet, in dem noch bis zur Mitte des 19. Jahrhunderts Torf abgebaut wurde. 1899 wurde dieses Gelände trockengelegt. Vor der teilweisen Kanalisierung durch den Bau des Autobahnkreuzes, von Wohnhäusern und eines Sportplatzes versorgte der Graben mehrere Teiche sowie ein Naturbad mit Wasser. Nordwestlich des Autobahnkreuzes Fürth/Erlangen durchfließt der Bach wieder sichtbar das sogenannte Stählin-Biotop für Weißstörche, bevor er in die Regnitz mündet.
Durch den Eltersdorfer Ortskern fließt der westlich von Kalchreuth entspringende Hutgraben. Einst verlief der Bach im Bereich der Bahnstrecke und der A 73 weiter nördlich. Im Jahr 1835 erhielt er ein neues Bett und seinen heutigen Verlauf. Westlich von Eltersdorf speist der Hutgraben einige Karpfenteiche, bevor er in die Regnitz mündet. Bis 1927 floss der Hutgraben erst in die Gründlach. Dieser Nebenfluss der Regnitz versorgte die Königsmühle einst mit Betriebswasser. Der frühere Verlauf quer über den Wiesengrund wurde 1927 verkürzt. Auf dem alten Bett der Gründlach im Regnitztal bis zum Hutgraben befindet sich heute ein Bewässerungsgraben.
Daneben befinden sich im Wiesengrund bei Eltersdorf einige Altwässer der Regnitz, unter anderem der Königssee (benannt nach der nahen Königsmühle), der Buzenweiher (östlich der Hüttendorfer Regnitzbrücke) und der fast verlandete Schwemmsee.

## Geschichte
Das Regnitztal wurde schon in der Frühgeschichte als Durchgangsweg in Nord-Süd-Richtung genutzt (→ Altstraße). Aufgrund der relativ kargen Böden kam es jedoch kaum zu einem frühen Ackerbau und den damit verbundenen Siedlungsaktivitäten. Westlich von Eltersdorf, auf dem Gebiet des Erlanger Stadtteils Kriegenbrunn, wurden 1930 eine Pfeilspitze aus der Jungsteinzeit sowie zwei keltische Brandgräber und ein Hügelgrab mit einem Durchmesser von 11 Metern aus der Urnenfelderzeit (1300 v. Chr. bis 800 v. Chr.) entdeckt. Etwa 300 Meter südlich fand man Schmuck und Bronzehohlringe aus der Hallstattzeit D (650–475 v. Chr.) sowie Korallenschmuck aus der Jüngeren Vorrömischen Eisenzeit (450 v. Chr. bis Ende des 1. Jahrhunderts v. Chr.), was auf reiche Siedler schließen lässt. Weitere Funde östlich des Dorfes in Richtung Tennenlohe weisen ebenfalls auf Siedlungen der Hallstattzeit hin.

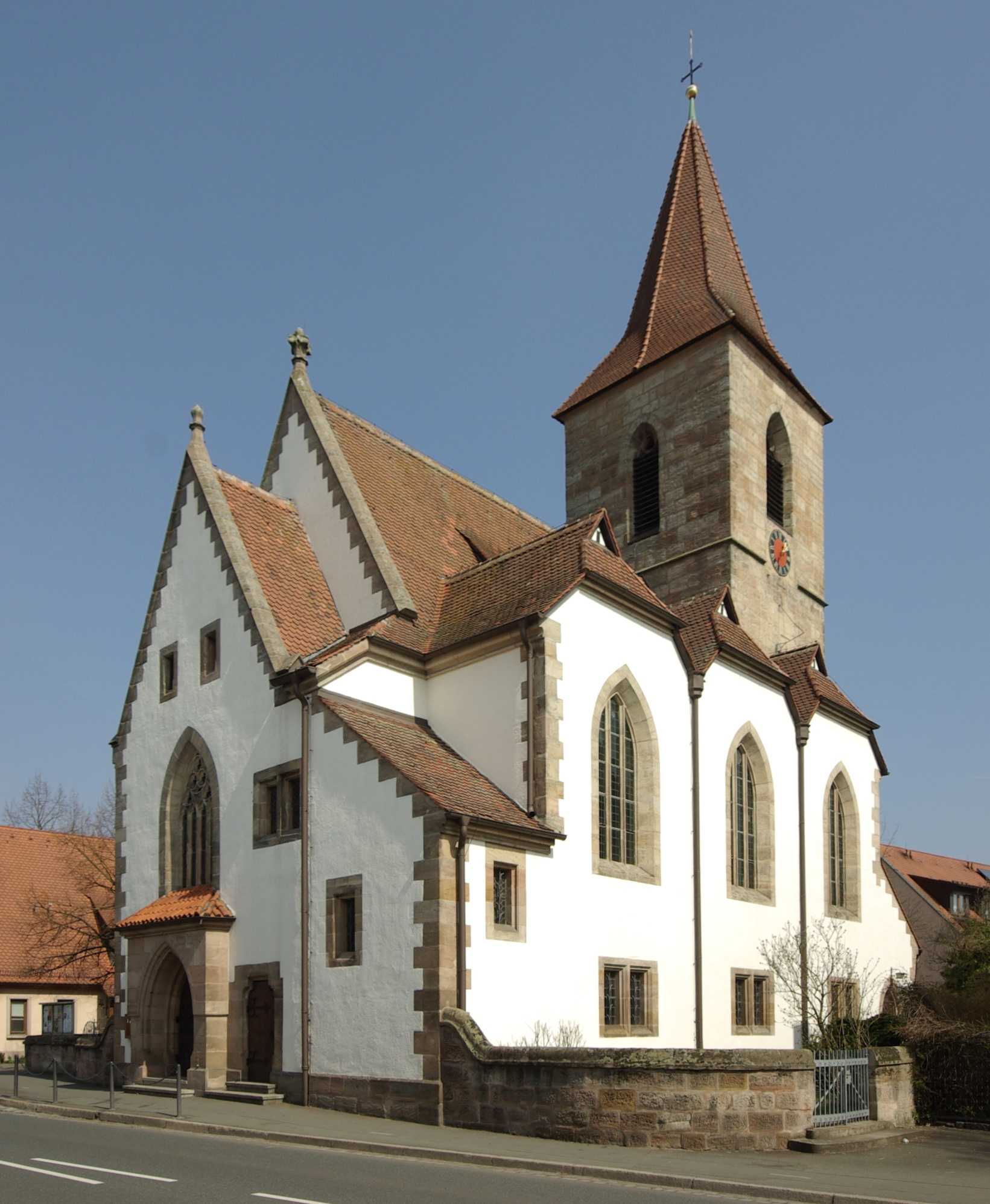
Egidienkirche mit mittelalterlichem Wehrturm, 2011

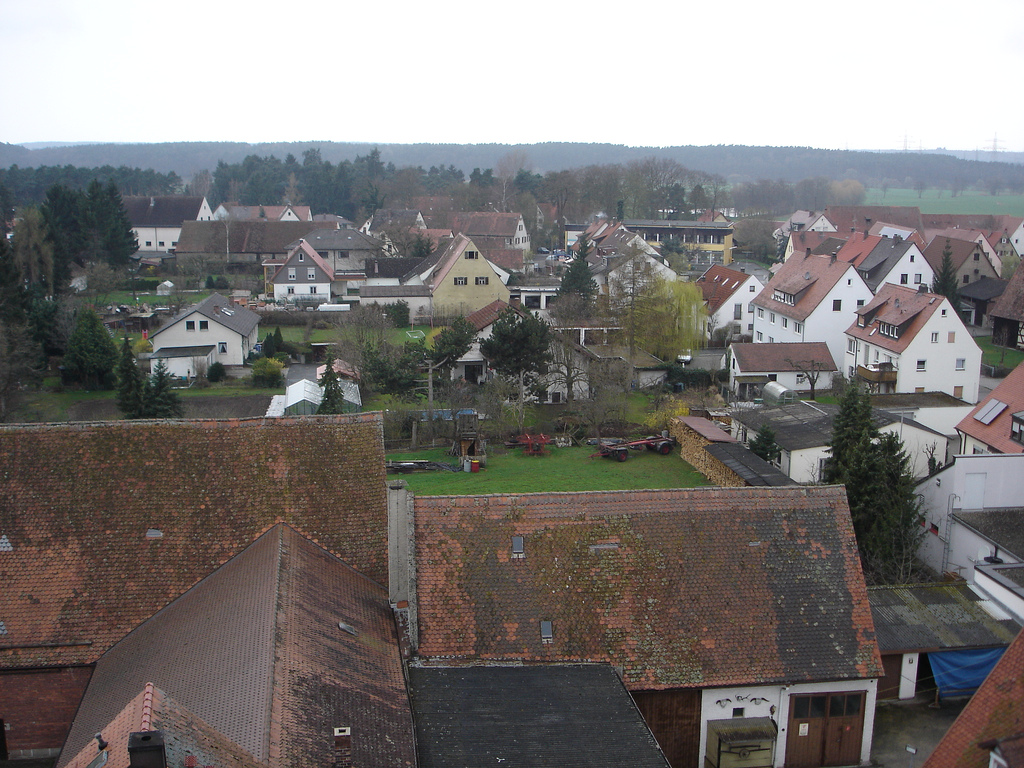
Blick von der Egidienstraße über den historischen Ortskern nach Westen, 2006

Die erste namentliche Erwähnung des spätestens seit dem 10. Jahrhundert bestehenden Haufendorfes befindet sich auf einer Urkunde vom 13. November 1021. Kaiser Heinrich II. schenkte dem Hochstift Bamberg alle zum Hofe Uraha (Aurach) gehörenden Güter, darunter die vier Dörfer Crintilaha (Gründlach), Waltgeresbrunnun (Walkersbrunn), Heribretesdorf (Herpersdorf) und Altrihesdorf (Eltersdorf).
Im 13. Jahrhundert wurde eine der Jungfrau Maria geweihte Holzkirche, deren Entstehung im 11. oder 12. Jahrhundert vermutet wird, durch eine Wehrkirche ersetzt. Im Innern des erhaltenen Chorturmes befindet sich die Jahreszahl 1227. Steinmetzzeichen weisen auf weitere Bautätigkeiten im späten 14. und 15. Jahrhundert hin. Eltersdorf gehörte zunächst zum Pfarr- und Gerichtssprengel Bruck.
Neben zahlreichen weiteren mittelfränkischen Ortschaften wurde Eltersdorf während des Ersten Markgrafenkrieges (1449/50) ausgeplündert und niedergebrannt. Die Wehrkirche blieb unversehrt. 1465 wurde die nunmehr zu Nürnberg gehörende Ortschaft selbständige Pfarrei, die auch das Dorf Tennenlohe betreute.
1524 folgte die Einführung der Reformation. Pfarrer Wolfgang Vogel aus Bopfingen hielt die erste Predigt nach protestantischer Gottesdienstordnung. Später wurde Vogel bezichtigt, Verbindung zu sogenannten Wiedertäufern und aufständischen Bauern zu haben. Er wurde im Nürnberger Lochgefängnis inhaftiert und am 26. März 1527 mit dem Schwert hingerichtet.

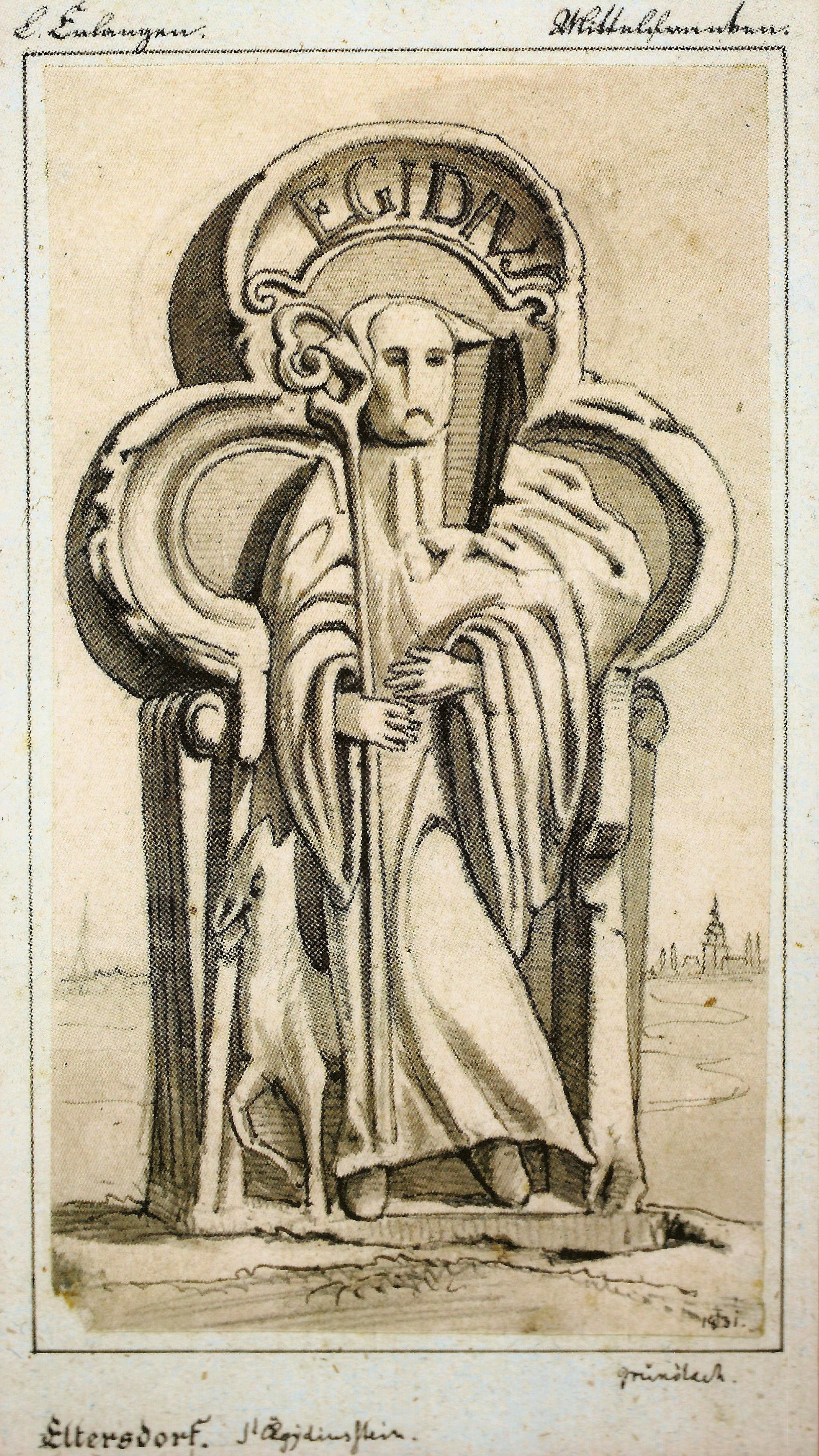
Der Egidienstein, Zeichnung (1837) von Schatzberg

Mitte des 16. Jahrhunderts wurde der heilige Ägidius Gemeindeschutzpatron Eltersdorfs, an dessen Rand sich schon damals der Egidienstein (auch Egidiusstein) befand. Das mittelalterliche Steinkreuz gilt als eines der Wahrzeichen des Ortes. Später wurde Egidius auch Patron der evangelischen Dorfkirche.
Im Zweiten Markgrafenkrieg (1552–1555) wurde das Dorf abermals niedergebrannt und verwüstet. Die Wehrkirche wurde wiederum nicht zerstört. Als Kriegsfolge blieb die Gemeinde bis 1572 erneut Teil der Pfarrei Bruck. Anschließend trat Pfarrer Andreas Hetzel in Eltersdorf sein Amt an und legte im selben Jahr ein Kirchenbuch an. 1574 erlagen mehr als 205 Dorfbewohner einer pestartigen Seuche.
Bereits 1580 erhielt Eltersdorf eine Gemein-Ordnung, die am 29. August 1616 durch eine neue Gemeindeordnung ersetzt wurde. Danach war das Landalmosenamt Nürnberg „Dorfs- und Gemeinherr“, wogegen das Fürstentum Bayreuth jedoch Einspruch erhob.
1621 plünderten bayerische Truppen und kaiserliche Soldaten unter Ferdinand II. den gesamten Ort samt Kirche aus. Im weiteren Verlauf des Dreißigjährigen Krieges (1618–1648) fiel ein großer Teil der Dorfbevölkerung der Pest und weiteren Kriegshandlungen zum Opfer. Im September 1632 brannten abziehenden Truppen der Schlacht an der Alten Veste den Ort bis auf die Kirche, das Pfarrhaus und wenige weitere Gebäude nieder. Zwei Jahre später wurde das Pfarrhaus vernichtet. 1638 schreibt der Eltersdorfer Pfarrer während seines Exils in Nürnberg: „[...] habe in Eltersdorf nichts mehr verrichten können, weil die Leute durch die durchstreifenden Soldaten gar zerstreut, das ganze Dorf oede geworden und ganz unbewohnt geblieben ist [...]“. Der Wiederaufbau aller zerstörten Gebäude war erst um das Jahr 1700 weitgehend abgeschlossen.

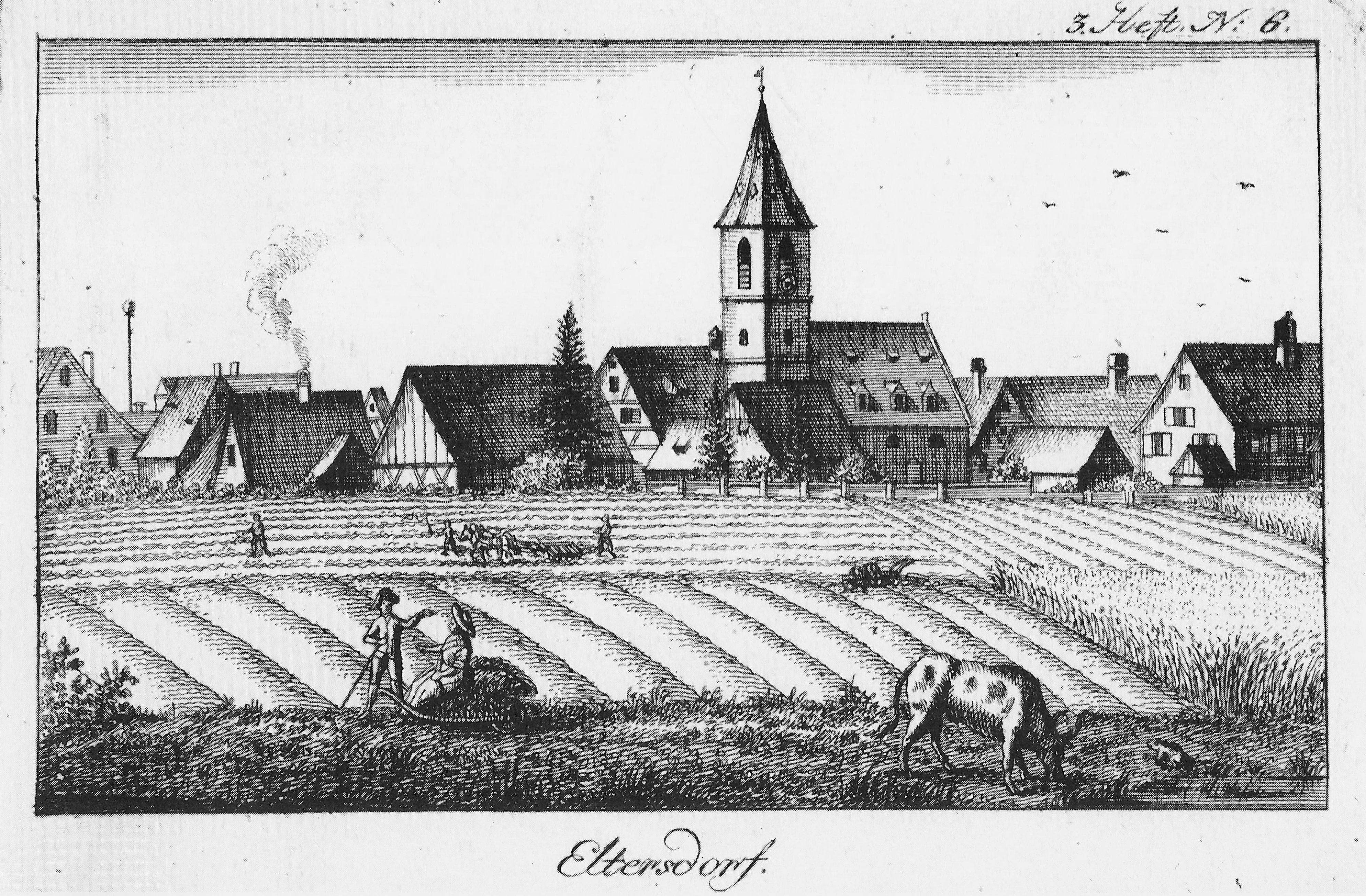
Eltersdorf, Radierung (1802) von Johann Christoph Claußner

Laut Baiersdorfer Amtsbeschreibung von 1714 war Eltersdorf gemeinsames Eigentum des Fürstentums Bayreuth, des Fürstentums Ansbach und der Stadt Nürnberg. Ab 1792 gehörte Eltersdorf zum preußischen Verwaltungsgebiet Ansbach-Bayreuth. Während der Koalitionskriege wurde das Dorf im Jahre 1800 besetzt. An der Regnitz und bei Vach fanden Gefechte statt. Ab 1806 wurde Eltersdorf Teil des Französischen Kaiserreichs. Mit Unterzeichnung des Pariser Vertrages vom 28. Februar 1810 fiel das Gebiet an das Königreich Bayern.

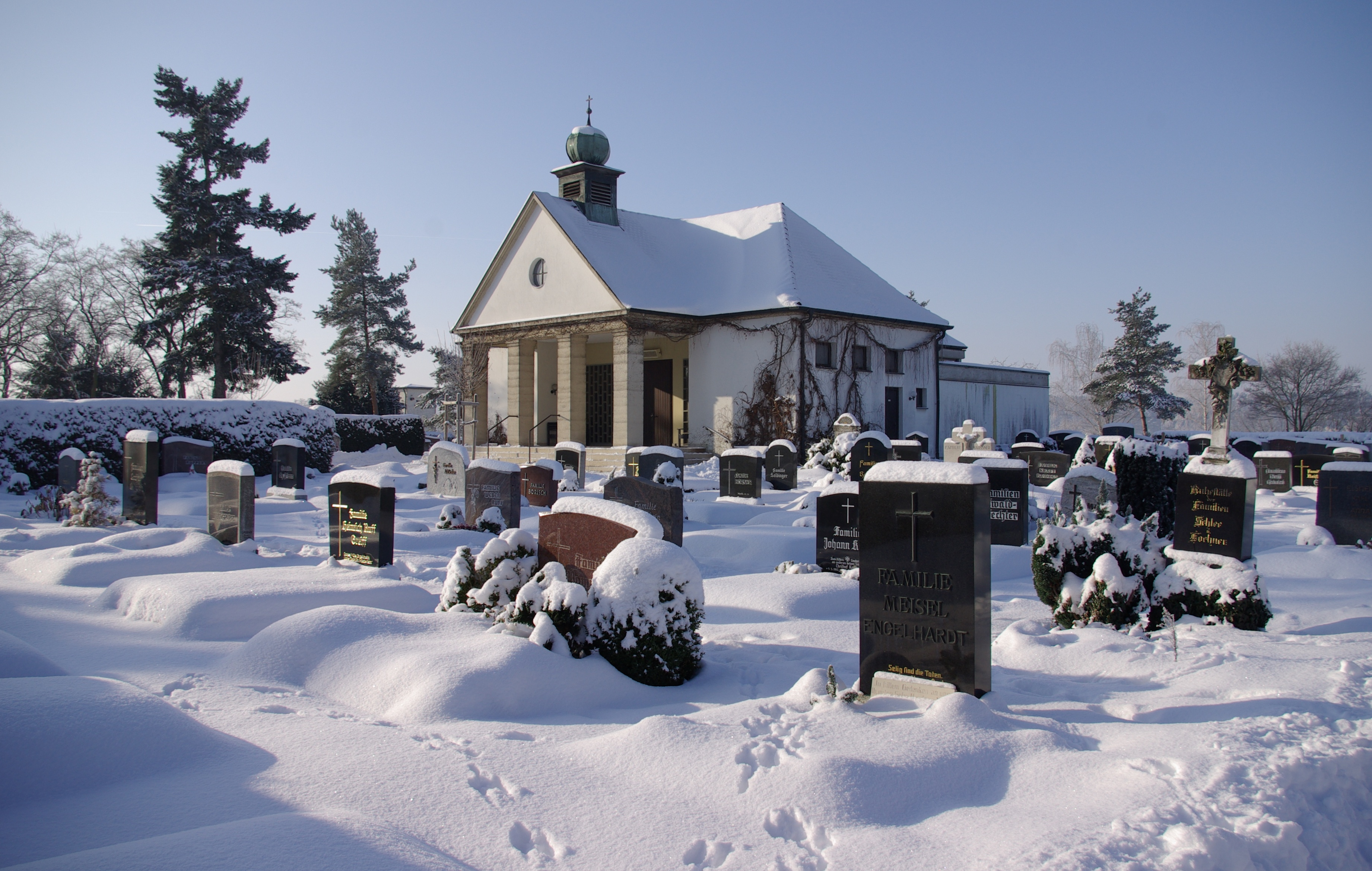
Friedhof Eltersdorf

1827 erhielt das Dorf einen neuen Friedhof, nachdem der alte Begräbnisplatz hinter der einst befestigten Kirchenmauer zu klein geworden war. Beim Bau der neuen Friedhofsmauer am nordwestlichen Dorfrand fanden Steine der alten Kirchenwehrmauer Verwendung.

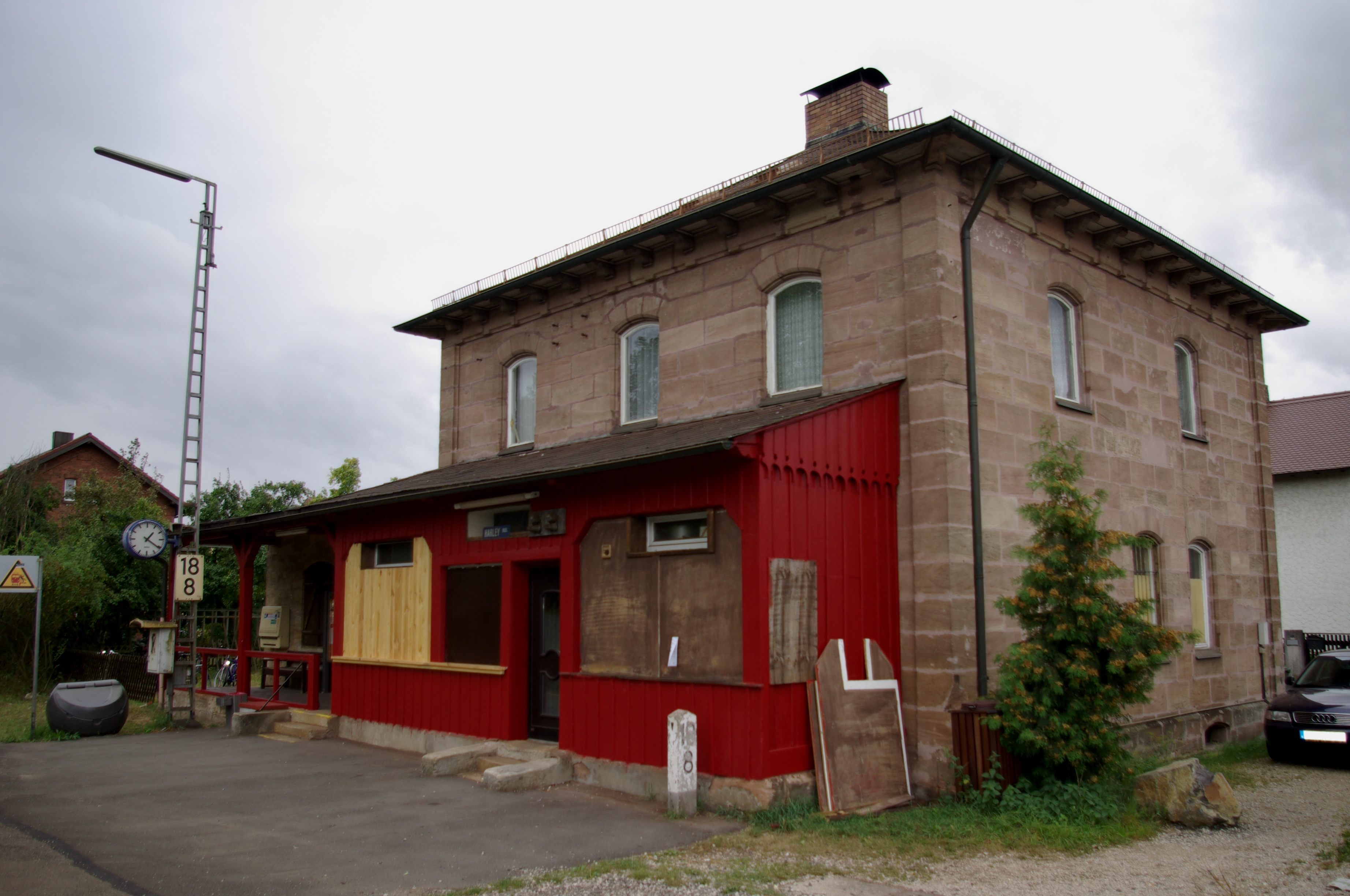
Haltepunkt Eltersdorf, September 2009

1838 begannen die Bauarbeiten für die durch Eltersdorf führende Distriktstraße Erlangen-Fürth. 1843 galt der Abschnitt Nürnberg-Bamberg des Ludwig-Donau-Main-Kanals als fertiggestellt. Er verlief östlich des Dorfkerns auf der heutigen Bundesautobahn 73. Bereits ein Jahr später erfolgte die Eröffnung der Bahnstrecke Nürnberg–Bamberg als Teil der Ludwig-Süd-Nord-Bahn. Eltersdorf erhielt einen eigenen Bahnhof (heute Haltepunkt), in dem sich ab 1846 die Amtsräume des sogenannten Bahn- und Postexpeditors befanden. Das Dorf bestand zu dieser Zeit aus etwa 80 Wohngebäuden. Im Ort ansässige Handwerker waren vier Krämer, zwei Bäcker, ein Metzger, sechs Wirte, ein Bader, vier Schneider, drei Schuhmacher, sechs Weber, ein Gürtler, ein Schreiner, ein Schmied und zwei Tabakfabrikanten.

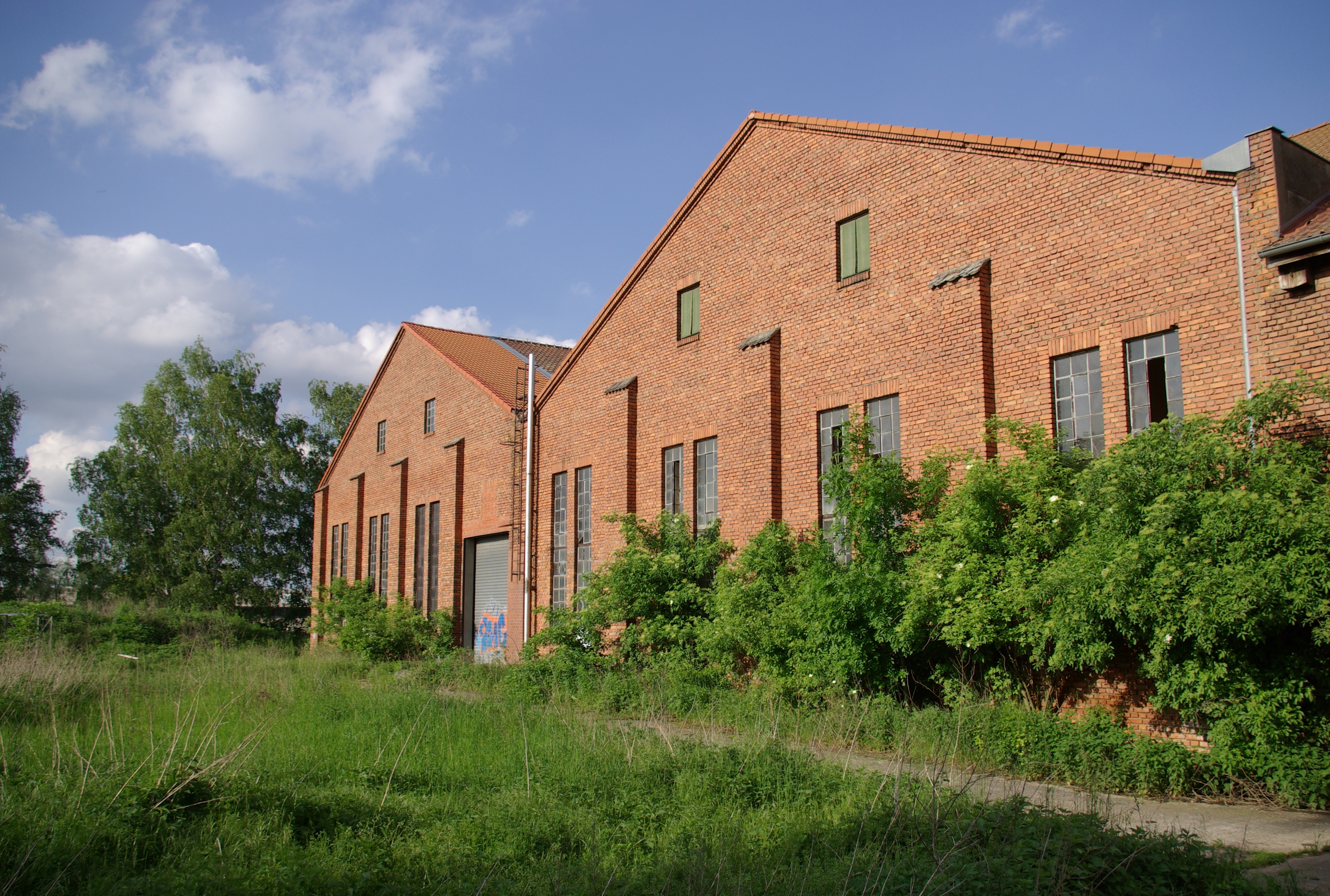
Ehemalige Ziegelei, 2010

Nachdem Bayern am 22. Februar 1849 als erster deutscher Staat die Einführung von Briefmarken beschlossen hatte, erhielt Eltersdorf neben dem Ortsstempel den Mühlradstempel mit der Nummer 71. Der am 1. Dezember 1856 eingeführte Stempel mit der Nummer 108 blieb bis 9. März 1869 in Gebrauch. Erster Industriebetrieb im weiterhin ländlich geprägten Ort war eine 1857 westlich des Bahnhofs errichtete Ziegelei des Fürther Unternehmers Jean Eckart mit direktem Gleisanschluss. Nach einigen Jahren stellte man die Fabrikation auf Dampfbetrieb um. 1877 folgte der Bau einer weiteren Ziegelei durch einen belgischen Fabrikanten.
Während des Deutschen Krieges 1866 wurden acht Eltersdorfer eingezogen, von denen einer an der Front fiel. 1870 gründete man die Freiwillige Feuerwehr Eltersdorf. Im Deutsch-Französischen Krieg (1870/71) fielen zwei der 18 eingezogenen Dorfbewohner. 1876 folgte die Gründung eines Veteranen-Vereins sowie des Vergnügungsvereins Zufriedenheit. 1890 gründete man einen Gesangsverein.
1909 wurde das schon längere Zeit baufällige Langhaus und die Sakristei der Dorfkirche unter Mitwirkung des Nürnberger Architekten Theodor Eyrich durch einen Neubau ersetzt. Mit der Einführung einer Straßenbeleuchtung erhielt Eltersdorf 1911 ein eigenes Stromnetz. Nach Ende des Ersten Weltkrieges (1914–1918) galten 25 Bewohner des kleinen Ortes als gefallen oder vermisst.

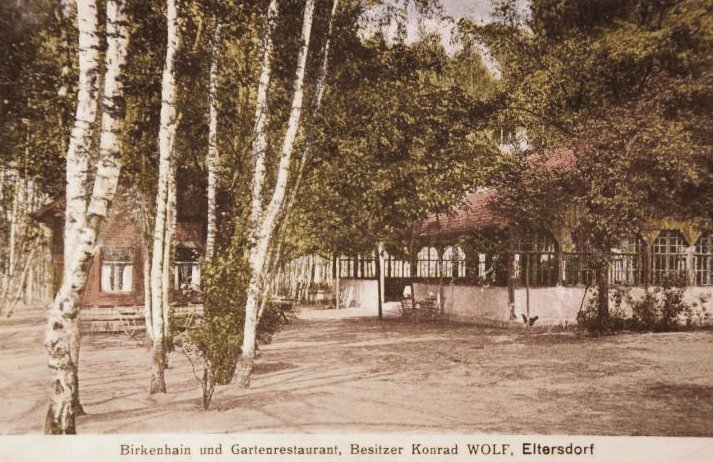
Der Birkenhain mit Biergarten des damaligen Gasthauses zum Schwarzen Adler, Hausnummer 20 (heute Eltersdorfer Str. 58), um 1919

Aufgrund der Trennung des Postdienstes vom Eisenbahndienst und der damit verbundenen Schließung der Postagentur im Bahnhof 1923 richtete man 1924 eine Posthilfstelle ein. 1928 wurde diese in eine Poststelle II und 1950 in eine Poststelle I umgewandelt.
Durch den Zweiten Weltkrieg 1939–1945 waren im Ort mindestens 36 Gefallene und 22 Vermisste zu beklagen. Am 16. April 1945 kam es im Ort zu Kampfhandlungen der Artillerie, dem neun (anderen Quellen zufolge sechs) Dorfbewohner zum Opfer fielen.
1953 befanden sich unter den 1093 Eltersdorfern mindestens 260 Heimatvertriebene. Der rasche wirtschaftliche Aufschwung der Metropolregion Nürnberg in der Nachkriegszeit sorgte für ein enormes Wachstum des Dorfes. 1960 richtete ein Zweckverband der Gemeinden Eltersdorf, Frauenaurach, Hüttendorf, Kriegenbrunn und Tennenlohe die zentrale Wasserversorgung ein. 1961 begann man mit dem Bau der Kanalisation. Im gleichen Jahr wurden Straßennamen eingeführt.

Das 1967 bis zur Eingemeindung 1972 gültige Gemeindewappen von Eltersdorf

Mit der Eröffnung des Streckenabschnitts Nürnberg-Schlüsselfeld der Bundesautobahn 3 am 19. Dezember 1963 und dem Bau des Frankenschnellweges 1965 verfügte Eltersdorf über einen Anschluss an das Autobahnnetz. 1965 errichtete man eine Grund- und Teilhauptschule. 1969 wurde das neue Rathaus (Egidienhaus) und 1970 die katholische Kirche St. Kunigund geweiht.
Am 1. Juli 1972 wurde der Ort im Rahmen der Gebietsreform in Bayern mit nunmehr 3142 Einwohnern und einer Fläche von 6,18 km² in die Stadt Erlangen eingemeindet. 1977 erfolgte die Eingemeindung der südlich von Eltersdorf gelegenen Königsmühle (4,33 ha). In deren unmittelbarer Nähe kam es am Sonntag, dem 25. März 1984, zu einer schweren Gasexplosion mit anschließendem Brand. Durch den Einsatz von mehr als 450 Feuerwehrleuten konnte ein Übergreifen der Flammen auf das historische Gebäude und den nahen Wald weitgehend verhindert werden. Da sich das Unglück in den frühen Morgenstunden ereignete, kamen keine Menschen zu Schaden.

### Einwohnerentwicklung
- 1846: 0565
- 1875: 0587
- 1888: 0591
- 1904: 0580
- 1925: 0650
- 1953: 1093
- 1961: 1549
- 1972: 3142
- 1990: 3762
- 2008: 3796
- 2010: 3512

## Baudenkmäler

### Egidienkirche

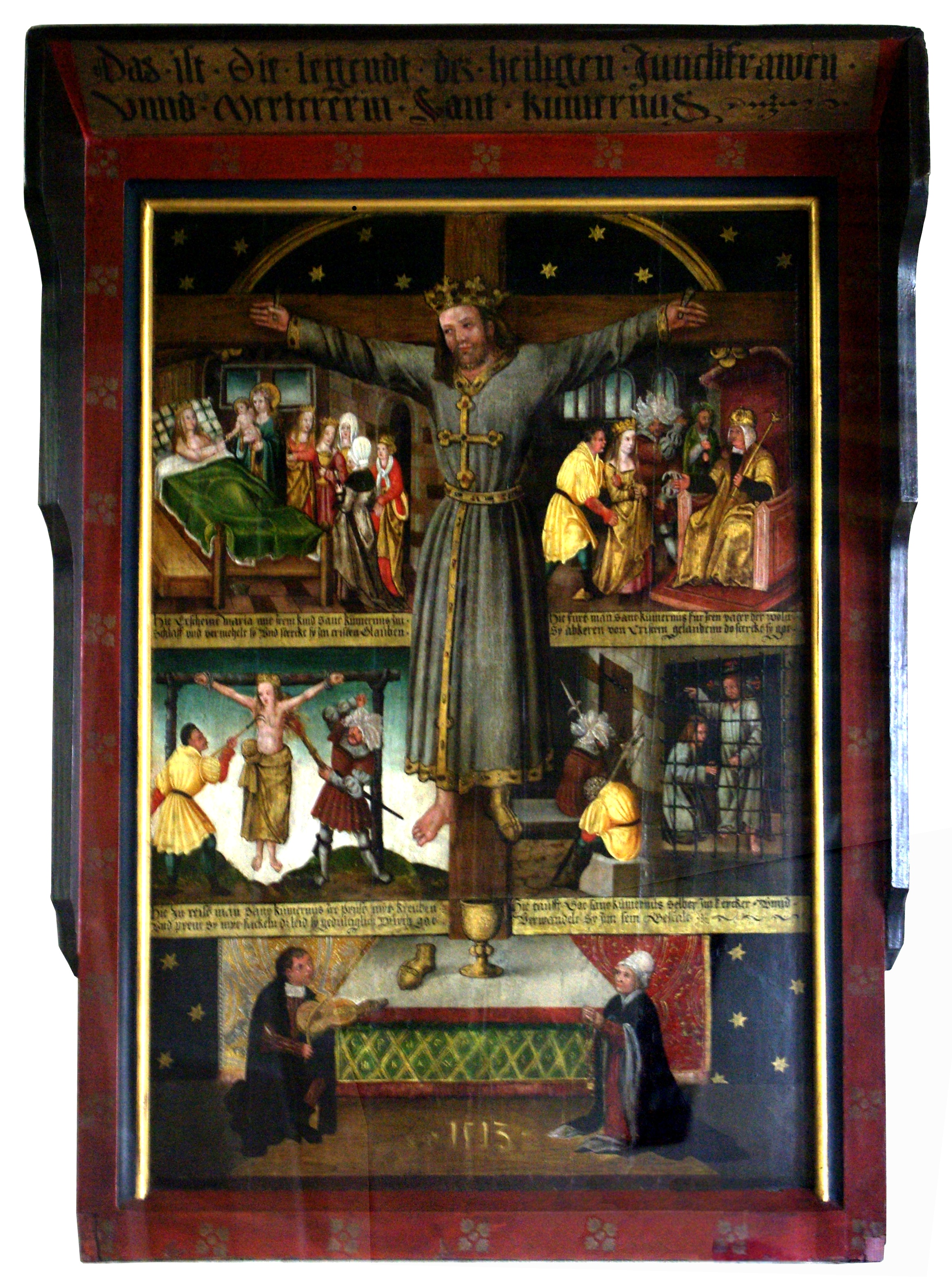
Das Bild der Kümmernis (1513) in der Eltersdorfer Egidienkirche

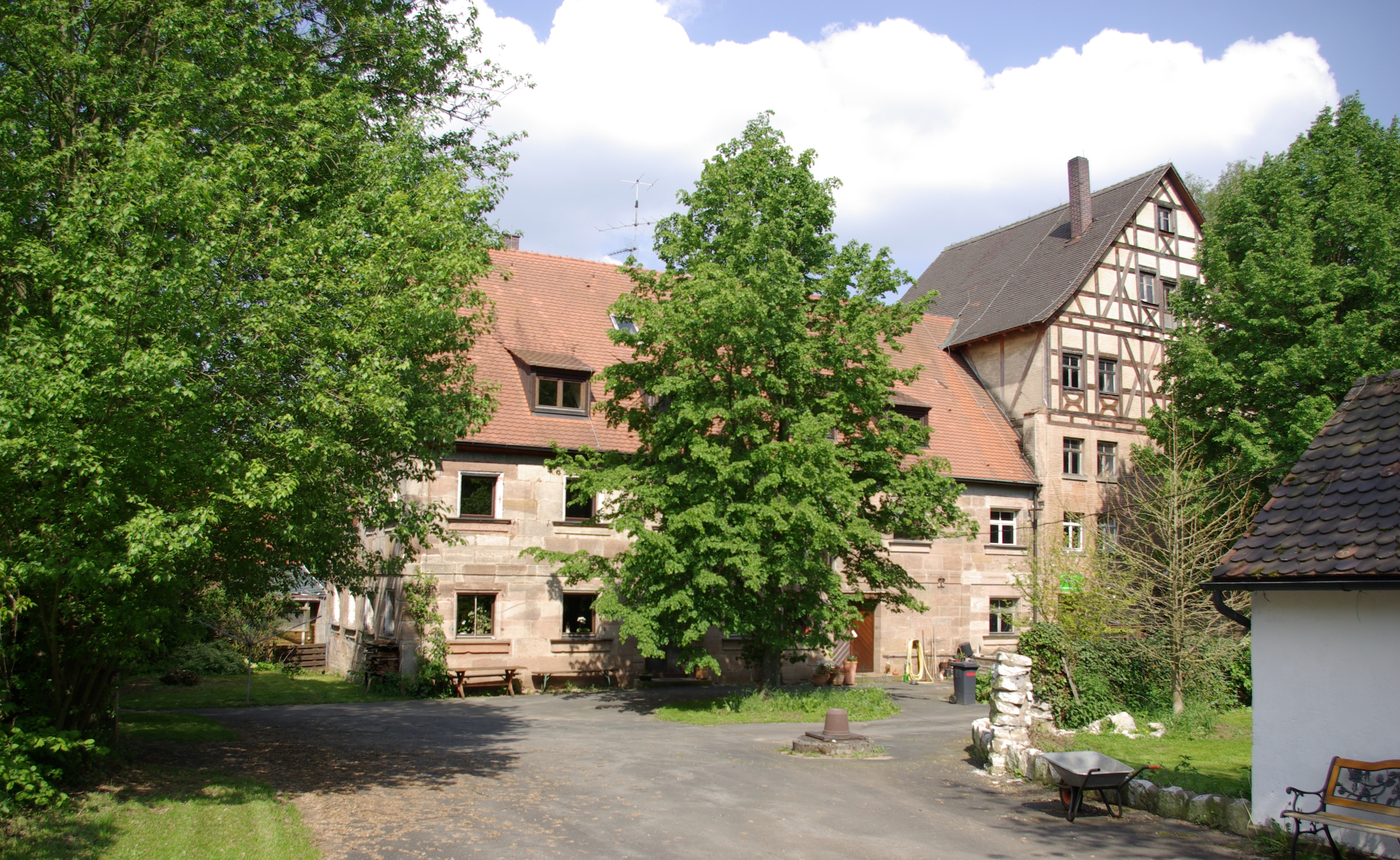
Die Königsmühle mit dem 1743 errichteten zweigeschossigen Wohnhaus aus Sandstein, 2010

Die evangelisch-lutherische Egidienkirche ist das wichtigste Wahrzeichen Eltersdorfs. Der dreigeschossige Chorturm stammt aus dem 13. Jahrhundert, das neugotische Langhaus wurde 1909 anstelle eines Vorgängerbaus errichtet. Mittelalterlichen Ursprungs ist der im Turm befindliche quadratische Altarraum mit einem Kreuzgratgewölbe und einem 1967/68 freigelegten Wandgemälde, das wahrscheinlich um 1400 entstand. Letzteres zeigt vermutlich die Heilige Hildegard von Bingen und den Erzengel Michael mit erhobenem Schwert in der rechten und Seelenwaage in der linken Hand. Der Altar stammt aus dem späten 18. Jahrhundert. Bedeutendstes Kunstwerk des Gotteshauses ist das im Seitenschiff befindliche Kümmernisbild aus dem Jahre 1513. Es zeigt sechs Szenen aus dem Leben der fiktiven Heiligen. Im Garten der Kirche, dem früheren Friedhof der Ortschaft, befinden sich einige Grabmale sowie ein ehemaliges Friedhofsgebäude mit den Bezeichnungen 1712, 1789, 1880 und 1968. Das dazugehörige Pfarrhaus mit Gartenmauer und Hofeinfahrt wurde 1936 bis 1938 nach Plänen des Architekten Eberhard Braun erbaut.

### Königsmühle
Bei der Königsmühle am südlichen Ortseingang handelt es sich um ein altes staufisches Königsgut, dessen Geschichte bis in das 14. Jahrhundert zurückreicht. Die Gemarkung Königsmühle gehört seit 1977 zur Stadt Erlangen (vorher Landkreis Fürth). Der Mühlenbetrieb wurde in den 1960er Jahren eingestellt.

### Historische Bauernhäuser
Trotz zahlreicher Modernisierungen und Abriss alter Bausubstanz während des 20. Jahrhunderts, blieben im Dorfkern einige historische Bauernhäuser erhalten. Dazu zählen unter anderem folgende Anwesen:
- Egidienplatz 4: Wohnstallhaus aus Sandsteinquadern mit Fachwerkgiebel, Satteldach (18. Jahrhundert) und dazugehöriger Fachwerkscheune (um 1700).
- Egidienstraße 21: Wohnstallhaus aus Sandsteinquadern mit Eckvoluten und Hofeinfahrt (1777)
- Eltersdorfer Straße 18: Wohnstallhaus aus Sandsteinquadern (18. Jahrhundert)
- Eltersdorfer Straße 52: Wohnstallhaus aus Sandsteinquadern mit Volutengiebel (1748)
- Weinstraße 1: Wohnstallhaus aus Sandsteinquadern (1785)

### Haltepunkt Eltersdorf
Das fast im Originalzustand erhaltene Bahnhofsgebäude am Haltepunkt an der Bahnstrecke Nürnberg–Bamberg aus Sandsteinquadern stammt aus dem Jahr 1844 und zählt damit zu den ältesten Bahnhofsgebäuden Bayerns. Daneben befindet sich ein zweigeschossiger Backsteinbau aus der zweiten Hälfte des 19. Jahrhunderts. Dieser diente als Eisenbahnerwohnhaus. Seit 2010 wird der Haltepunkt von der S-Bahn Nürnberg bedient.
| Linie | Strecke | Takt                                 |
| ----- | --- | ------------------------------------ |
| S1    | Bamberg – Strullendorf – Hirschaid – Buttenheim – Eggolsheim – Forchheim Nord – Forchheim (Oberfr) – Kersbach (Oberfranken) – Baiersdorf – Bubenreuth – Erlangen – Erlangen Paul-Gossen-Straße – Erlangen-Bruck – Eltersdorf – Vach – Fürth Klinikum – Fürth Hbf – Nürnberg Rothenburger Str. – Nürnberg-Steinbühl – Nürnberg Hbf – Feucht – Feucht Ost – Ochenbruck – Mimberg – Burgthann – Oberferrieden – Postbauer-Heng – Pölling – Neumarkt (Oberpf) Stand: Fahrplanwechsel Dezember 2023 | 20/40 min 60 min (Bamberg–Forchheim) |

### Egidienstein
Bei dem östlich des Dorfkerns gelegenen Egidienstein handelt es sich um ein gut erhaltenes, etwa 1,90 Meter hohes, historisches Steinkreuz. Das dreipassförmige Flurdenkmal aus Sandstein zeigt unter der Inschrift S. EGIDIVS ein Relief des heiligen Ägidius mit Krummstab und einer Hirschkuh zu seinen Füßen.

### Kreuzstein

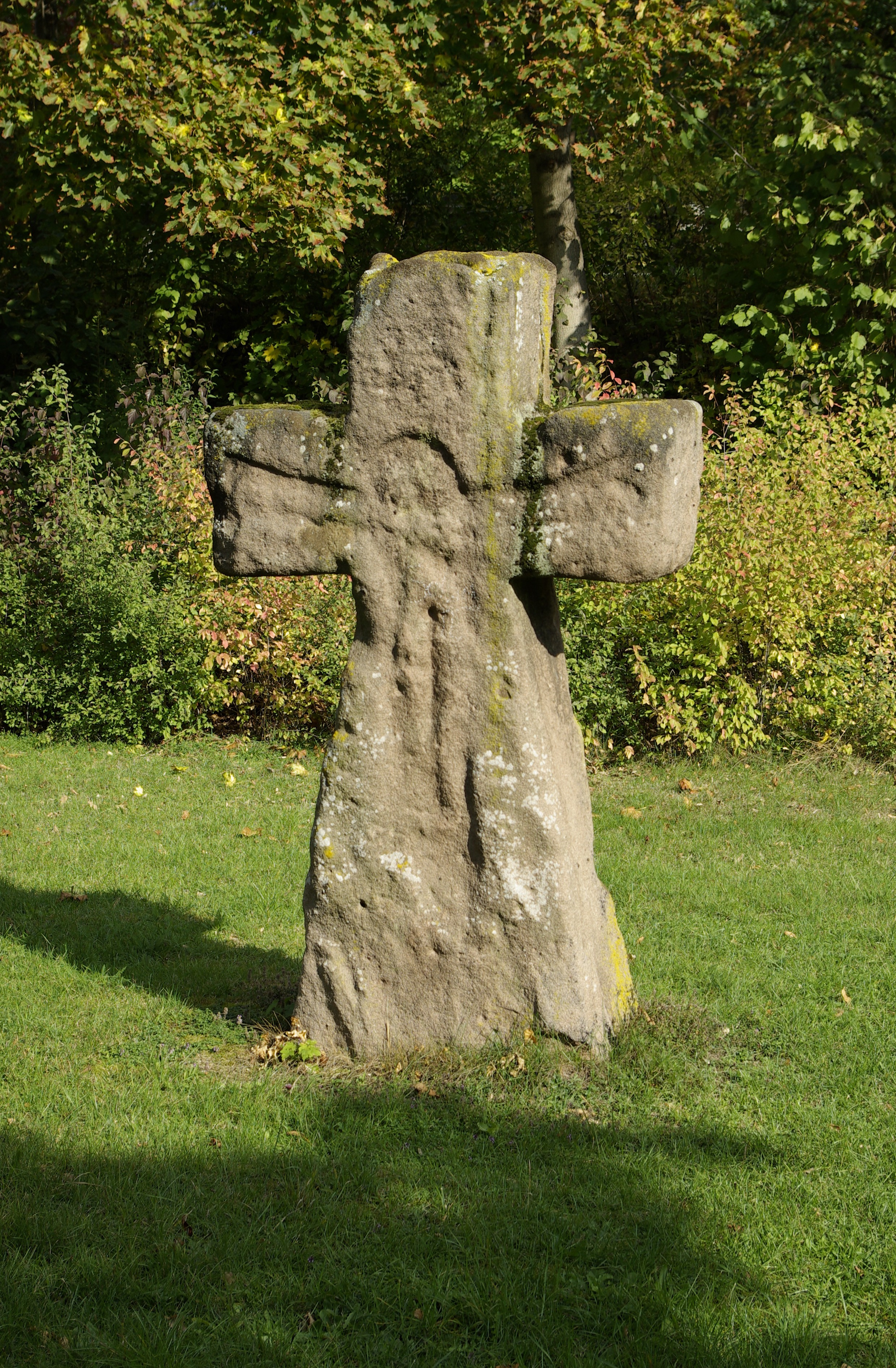
Der mittelalterliche Kreuzstein

Ein weiteres mittelalterliches Steinkreuz, der sogenannte Kreuzstein, befindet sich am nördlichen Rand des Dorfes in der Kreuzsteinstraße. Das ebenfalls gut erhaltene Denkmal zeigt ein grobes Relief einer Christusfigur und stammt wahrscheinlich aus dem 15. Jahrhundert.

### Denkmal Objekte
An der Unterführung der Weinstraße durch die Bundesautobahn 73 erinnert eine 5,80 m hohe Stecknadel und eine Gedenktafel an den einst hier verlaufenden Ludwig-Donau-Main-Kanal. Das Kunstwerk wurde 2002 von der Künstlerin Isi Kunath entworfen und ist Teil des Projektes Denkmal Objekte, das anlässlich der 1000-Jahr-Feier der Stadt Erlangen entstand. An insgesamt 16 Orten wird auf nicht mehr vorhandene Denkmäler in Erlangen hingewiesen. Die Eltersdorfer Stecknadel ist die einzige, die sich außerhalb der Innenstadt befindet.

## Musik
- Häsig Blousn
- Musikverein Eltersdorf und Jugendorchester 1967 e. V.
  - Hauptorchester
  - Nachwuchsorchester
  - Bläserklasse
- Posaunenchor Eltersdorf
- Männergesangverein 1890 Eltersdorf

## Sport
- Schützengesellschaft Eltersdorf 1913 e. V.
- Die Fußball-A-Mannschaft des Sportvereins Sport-Club 1926 e. V. Eltersdorf (SCE) spielte in den Saisons 2012/13 und 2021/22 in der Regionalliga Bayern und trägt seine Heimspiele in der Sportanlage Langenau aus.
- Narrlangia Rot-Weiß e. V. – Karneval – Gesellschaft Erlangen

## Persönlichkeiten
- Johann Friedrich Heinrich Panzer (1764–1815), Sohn des Bibliografen Georg Wolfgang Panzer und Bruder des Botanikers Georg Wolfgang Franz Panzer, war Pfarrer in Eltersdorf und verfasste Beiträge zur Kirchengeschichte.

## Sonstiges
Die Einwohner Eltersdorfs werden im Volksmund auch Queckenpelzer genannt. Da die ungeliebte Kriech-Quecke in den leichten Sandböden um Eltersdorf schon immer stark verbreitet war, mussten die hiesigen Landwirte viel Aufwand und Zeit in die Bekämpfung („Pelzen“) des Unkrauts investieren. Findige Eltersdorfer Bauern verkauften die getrockneten Pflanzen einst als Arzneimittelgrundstoff auf dem Nürnberger Markt, was den Eltersdorfern die spöttisch gemeinte Bezeichnung einbrachte.